# Luis Stefanelli
Luis Stefanelli Barjacoba (Puerto Cabello, estado Carabobo, Venezuela, 8 de septiembre de 1957) es un ingeniero civil, activista político y estudioso de las artes plásticas venezolano que ha combinado su quehacer profesional y político con el desarrollo de nuevas y vanguardistas técnicas artísticas en el campo de estas expresiones artísticas  es el máximo proponente  de una nueva corriente artística impulsada por el, de nombre Dual Art. Representó al estado Falcón como diputado ante la Asamblea Nacional de Venezuela. En varias ocasiones, impulsando su visión holística de este estado, plasmada en el proyecto Falcón Grande. 

## Vida
Sus padres eran comerciantes inmigrantes italianos que vinieron a Venezuela en la década de los 40. Su padre se dedicaba a la pesca y comercialización y distribución de productos del mar. A la edad de cinco años fue a vivir a Italia, hasta los nueve que regresó a Venezuela. Su educación fue impartida en colegios católicos entre ellos el Colegio La Salle de Puerto Cabello, Hermanos maristas de Cristo Rey en España, Colegio de Los padres  Escolapios, San José de Calazans Valencia . Paralelamente cursó estudios artísticos en varios talleres de conocidos maestros de pintura de los cuales el de mayor relevancia es el del maestro La Rosa, en Valencia, estado Carabobo.
Cursó estudios artísticos de la mano de maestro José la Rosa desde la edad de los 12 años donde aprendió las técnicas y el estudio teórico de arte y las corrientes artísticas, hasta hoy nuca quiso comercializar su obra,  hoy es posible comprar parte de ella. Egresado de la Universidad de Carabobo en 1978, se graduó con honores en la segunda promoción de Ingenieros Civiles de esta casa estudio. Y posteriormente se convirtió en profesor en la misma.
A los 22 años se convirtió en ingeniero municipal de la Alcaldía de Puerto Cabello y a los 24 años en Director de Obras Públicas de la Gobernación de Carabobo. Entre las obras que se realizaron durante su gestión cuenta: el Paseo La Marina, plaza Bolívar, así como infraestructuras deportivas como canchas que se erigieron en ese período.
En 1993 resultó elegido como diputado nominal por Paraguaná para el extinto Congreso de la República  de Venezuela.
Durante ese  lapso se encargó de la redacción y elaboración de la Ley de Asignaciones Económicas Especiales, Ley de la Zona Libre de Paraguaná y fue miembro de la  comisión de finanzas. y administración y servicios. Participó como parlamentario en la consecución de los recursos para la construcción del sistema hídrico Falconiano I, II y III, obras sanitarias y represa de Hueque. 
Presidió en ese período la Comisión de la Juventud y Deporte del Congreso de la República de Venezuela. En esa época se prepararon los juegos Bolivarianos de vela, evento que impulsó a Paraguaná como la sede del Velerismo Nacional, en el club Náutico, propuesta deportiva que posteriormente no se continuó. En ese mismo período legislativo Stefanelli trabajó en el  Proyecto de libre comercio y participó en la creación del Fides; Fondo Intergubernamental de Falcón del desarrollo para IVA.
Desde la llegada de Hugo Chávez  al poder 1998 se convirtió en uno de los voceros más calificados de la oposición en la región y formó parte de los Voluntarios por Falcón (movimiento electoral).
A mediados del 2006 se unió a las filas de  Un Nuevo Tiempo y también participó en la dirección de  la campaña de reforma constitucional. A la vuelta electoral presidió el partido UNT en Falcón en el 2013 .
En 2014 emprendió la campaña por la diputación, y en 2015 se sometió a un proceso de primarias en cual resultó elegido con gran mayoría en mayo.
El 6 de diciembre de 2015 resultó elegido diputado por tercera vez, por el circuito 2 de Falcón, Carirubana-Los Taques con el 58.52% es decir 85.152 votos.
Entre los resultados de su primer año de gestión se cuentan seis leyes, 11 consultas públicas de leyes, 25 participaciones en las plenarias de comisiones legislativas, 61 asistencias, 12 intervenciones en plenarias. 
Durante su gestión parlamentaria de 2016  presentó la reforma de la Ley de Zona Libre de Paraguaná,  la Ley orgánica para la actividad turística, Ley de Descentralización, Ley del Consejo Federal de Gobierno, Ley del 350 y la Ley de restitución y garantía de la propiedad privada.
El 22 de diciembre anunció que se uniría a las filas del partido Voluntad Popular alegando que se trata de una decisión exigida por las bases en el estado Falcón. “Mis palabras de admiración a mi hermano Leopoldo López, con quien compartí muchas luchas en el pasado incluso en un partido político, él se ha convertido en un faro de esperanza para Venezuela. Un líder que es capaz de decir que es el último en salir de la cárcel, merece mi respeto y admiración. Entendemos los riesgos que se corren al ingresar al partido más perseguido por este régimen y que cuyos líderes han luchado por el cambio de gobierno, pero la esperanza es Voluntad Popular y Leopoldo López, yo lo hago por Venezuela y en el corazón siento que el camino adecuado es el que ha asumido esta organización política y aquí estoy para aportar todo lo que esté a mi alcance para construir #LaMejorVzla”, dijo el parlamentario durante su incorporación a la tolda naranja. Actualmente es el máximo representante del proceso de la creación de la nueva corriente artística , de nombre Dual Art , como nueva forma de Técnica Mixta de las Artes Plásticas.